# Hommelvik (stacja kolejowa)
Hommelvik – kolejowy przystanek osobowy w Hommelvik, w regionie Trøndelag w Norwegii, jest oddalony od Trondheim o 23,12 km. Położony 7,5 m n.p.m. Budynek stacyjny oddany do użytku w 1958.

## Ruch dalekobieżny
Leży na linii Meråkerbanen. Stacja przyjmuje dwie pary pociągów do Trondheim i szwedzkiej miejscowości Östersund.

## Ruch lokalny
Należy do linii Nordlandsbanen i Meråkerbanen. Jest elementem kolei aglomeracyjnej w Trondheim i obsługuje lokalny ruch do Trondheim S i Steinkjer.  Pociągi odjeżdżają co pół godziny w godzinach szczytu i co godzinę poza szczytem.

## Obsługa pasażerów
Wiata, parking rowerowy, parking na 30 miejsc, telefon publiczny, przystanek autobusowy, kawiarnia, postój taksówek. Odprawa podróżnych odbywa się w pociągu.